# Marija Vrajić-Trošić
Marija Vrajić-Trošić (Osijek, 23. rujna 1976.) je hrvatska olimpijka, maratonka i ultramaratonka, bivša državna rekorderka u utrci na 24 sata, bivša (neslužbena) državna rekorderka na 50 km i bivša višestruka državna rekorderka na 100km. Članica je Atletskog kluba Maksimir iz Zagreba te prva hrvatska atletičarka koja je osvojila medalju na svjetskom prvenstvu u nekoj trkačkoj atletskoj disicplini (2015.).
S osam pobjeda najuspješniji je natjecatelj u povijesti supermaratona Zagreb - Čazma.

## Značajniji uspjesi
Na Svjetskom prvenstvu na 100 km 2014. godine u Dohi (Katar) kao dio ekipe osvojila je 4. mjesto te 2. mjesto u konkurenciji europskih ekipa koje nije računato za Europsko prvenstvo s obzirom na to da se utrka nije odvijala na europskom tlu.
Na istovremeno održanima Europskom i Svjetskom prvenstvu na 100 km 2015. godine u Winschotenu (Nizozemska) osvojila je pojedinačne srebrnu (EP) i brončanu medalju (SP) te ekipnu brončanu (EP). Na istoj je utrci istrčala tada osobni rekord te tadašnji rekord Hrvatske.
Na Svjetskom prvenstvu na 50 km održanom 2015. godine u Dohi (Katar) u pojedinačnoj konkurenciji osvojila je također srebrnu medalju, te u ekipnoj konkurenciji zlatnu medalju za Hrvatsku. Uz Mariju, hrvatsku reprezentaciju su u Dohi predstavljale Antonija Orlić i Nikolina Šustić.
Na maratonu u Trevisu 2016. godine postavlja novi osobni rekord, 2:40:41, što je tada bio treći rezultat svih vremena u Hrvatskoj.
U svom debitantskom nastupu u 24-satnom ultramaratonu na Svjetskom prvenstvu u francuskom Albiju 2019. godine, ostvaruje hrvatski državni rekord u ovoj disciplini. S prijeđenih 233,460 km ujedno osvaja 11. mjesto u pojedinačnom poretku za žene.

## Rezultati
| Godina | Natjecanje                    | Mjesto | Vrijeme |
| ------ | ----------------------------- | ------ | ------- |
| 2011.  | Torhout 100 km                | 1.     | 7:37:40 |
| 2013.  | Belves EP 100 km              | 6.     | 7:54:06 |
| 2013.  | Faenza (Del Passatore) 100 km | 1.     | 8:06:50 |
| 2014.  | Faenza (Del Passatore) 100 km | 1.     | 7:51:43 |
| 2015.  | Stockholm 100 km              | 1.     | 7:37:09 |
| 2015.  | Winschoten EP 100 km          | 2.     | 7:27:11 |
| 2015.  | Winschoten SP 100 km          | 3.     | 7:27:11 |
| 2015.  | Radenci maraton               | 3.     | 2:44:57 |
| 2015.  | Reggio Emilia maraton         | 2.     | 2:43:59 |
| 2015.  | Doha SP 50 km                 | 2.     | 3:28:15 |
| 2016.  | Zagreb polumaraton            | 1.     | 1:16:47 |
| 2016.  | Treviso maraton               | 1.     | 2:40:41 |

## Osobni rekordi
| Kategorija             | Mjesto                  | Datum               | Rezultat   |
| ---------------------- | ----------------------- | ------------------- | ---------- |
| Polumaraton            | Zagreb                  | 20. ožujka 2016.    | 1:16:47    |
| Maraton                | Treviso (Italija)       | 6. ožujka 2016.     | 2:40:41    |
| Ultramaraton 50 km     | Doha (Katar)            | 4. prosinca 2015.   | 3:28:15    |
| Ultramaraton 61,350 km | Zagreb - Čazma          | 22. ožujka 2015.    | 4:20:13    |
| Ultramaraton 100 km    | Winschoten (Nizozemska) | 12. rujna 2015.     | 7:27:11    |
| Ultramaraton 24 sata   | Albi (Francuska)        | 26. listopada 2019. | 233,460 km |

## Olimpijske igre
Godine 2015. na maratonu u Radencima (Slovenija) Marija Vrajić-Trošić ostvaruje svoj tada osobni rekord, 2:44:57, čime ostvaruje normu za Olimpijske igre u Riju 2016. godine.

## Vanjske poveznice
- Profil na stranicama IAAF-a
- Profil na stranicama All-Athletics.com  Arhivirana inačica izvorne stranice od 20. kolovoza 2016. (Wayback Machine)